# Ampliació de capital
Ampliació de capital és l'increment del capital social d'una societat. Es realitza emetent noves accions o augmentant el valor nominal de les ja existents. L'efecte contrari d'ampliació de capital seria la reducció de capital. Les noves accions poden tenir iguals o diferents drets econòmics que les antigues.
Quan una societat fa una ampliació de capital, els accionistes antics tenen dret de subscripció preferent.

## Classificació per pagament
El preu que han de pagar els subscriptors per cada acció nova és determinat per la societat, classificant-se:
- Al mateix temps: El preu pagat és el mateix que el nominal del títol.
- Per sobre del parell: El preu pagat és superior al nominal del títol.
- Alliberada L'ampliació es fa amb càrrec a reserves de la societat. Quan és totalment alliberada es diu que és 100 % alliberada i aquesta és totalment gratuïta per als accionistes que obtenen noves accions sense haver d'aportar diners. És parcialment alliberada quan el càrrec el paga una part les reserves de la societat i una altra part el subscriptor, s'expressa en percentatge (%).

Quan una societat amplia el seu capital segons el primer sistema (al mateix temps), augmenta el nombre d'accions en circulació, cosa que fa que disminueixi el valor comptable de cada títol (l'empresa val el mateix, però es divideix entre més títols). Aquest fet es coneix com a efecte dilució. Per evitar aquest efecte, és per això que se sol exigir una prima d'emissió, de manera que els nous accionistes paguin també per les reserves de l'empresa, i la valoració d'empreses de nova creació, on les claus són les perspectives de beneficis futurs de les que també passen a ser propietaris.

## Valoració Pre-money i Valoració Post-Money
Quan l'inversor ha decidit invertir una quantitat en una empresa, aquesta quantitat representarà un percentatge al capital social, depenent de la valoració pre-money que hagin acordat i negociat l'antic accionista i l'inversor. La valoració Pre-money és la valoració que se li ha atorgat a l'empresa per la seva activitat al mercat des de la seva constitució, prèviament a la recepció de la inversió i aquesta valoració és independent al capital social de l'empresa.
La valoració Post-money és la valoració que s'atorga a l'empresa posteriorment a l'aportació de la inversió.
Per exemple, si un inversor donat (sigui jurídic o no), compromet dels seus propis recursos per al finançament de l'ampliació de capital d'una empresa (en paraules una mica més col·loquials inverteix), donant com a resultat un flux de caixa positiu; en el millor dels escenaris per a aquesta empresa, amb una suma de 100 €, i a canvi, aquesta empresa es compromet a pagar mitjançant unes obligacions (lletra de canvi, acció, obligació, títol de deute públic, etc.) el 20 % dels seus actius, la seva capital, a més uns guanys favorables en termes de la taxa interna de retorn per a tots dos actors, en un temps determinat d'un any, per exemple. El valor Post-Money correspondrà a un valor de 500 € (100 €/20%) per a aquest any. El valor Pre-Money serà de 400 €, és a dir, el resultat de restar al valor Post-Money de 500 €, menys els 100 € de l'ampliació de capital que l'inversionista va garantir a l'empresa inicialment, de manera que les obligacions poguessin tenir validesa jurídica de cobrament en finalitzar el període pactat.
A continuació farem un simulacre d'ampliació de capital seguint els conceptes exposats anteriorment, Cas Pràctic complet per a aquest mateix supòsit amb un capital inicial de 3 000 € en participacions d'1 € i un inversor de 100.000 €:
Un equip emprenedor amb una Societat Limitada amb capital social de 3 000 €, representats en 3 000 participacions d'1 € de valor nominal (valor futur) cadascuna, després de diverses reunions i negociacions, aconsegueix que un Business Angel accedisca a invertir 100.000 € a canvi d'un 20% del capital de la seva Startup.
Per tant, la Junta General de Socis, hauran d'acordar el valor nominal (valor futur) per a l'ampliació del capital social de l'empresa, d'aquesta manera ordenen l'emissió de noves participacions que han de representar el 20% del total de participacions existents, un cop produïda l'ampliació.
En aquest cas, el nombre de participacions que cal emetre és de 750 noves participacions.
750/(750+3.000)=20%
L'inversor assumirà la titularitat de 750 participacions de la Societat, que representaran un 20% del total de les participacions socials en què estarà dividit el capital social, és a dir, 3.750 participacions.
És aquí on entra en joc la Prima d'emissió, ja que si cada participació té un valor d'1 Euro, en fer l'ampliació de capital l'inversor només aportaria 750 €, faltaria aportar els 99.250 € restants de la inversió. Aquesta quantitat (99.250 €) serà aportada per l'inversor a la Societat mitjançant una “Prima d'emissió” que comptablement figurarà al passiu de la companyia com a fons propis, però no com a percentatge de capital. És a dir, l'inversor pagarà per cada nova participació emesa UN EURO més una prima d'emissió per un valor total de 99.250 euros, i l'inversor adquirirà la condició de soci de l'empresa amb un percentatge del 20% al seu capital social. El seient comptable de l'operació serà: 100.000 Tresoreria a Capital 750 i a la Prima d'Emissió 99.250

### Exemples
- Al mateix temps

Una societat amplia el seu capital realitzant una ampliació alhora de la següent manera:
a) 1 acció nova alhora per cada 4 accions antigues (1x4 alhora).
b) Les accions de la societat tenen un valor nominal de 3 euros.
Un accionista antic que tingui 20 accions pot anar a l'ampliació i subscriure un nombre enter de títols. Per acudir a l'ampliació cal fer grups de 4 accions antigues i per cada grup rebrà una acció nova. Si posseeix 20 accions, farà 5 grups (20/4 = 5) i tindrà dret a subscriure 5 accions noves. Per tant, l'accionista que tingui 20 accions antigues i acudeixi a l'ampliació tindrà 20 títols antics més 5 títols nous que desemborsarà per cadascun el valor nominal, en aquest cas 3 euros, sent:
A x N = Número de títols nous adquirits x Valor Nominal de cada acció = 5 x 3 = 15 euros.
- Totalment alliberada (alliberada 100x100)

Una societat amplia el seu capital fent una ampliació totalment alliberada de la següent manera:
a) 1 acció nova totalment gratuïta per cada 5 antigues (1x5 alliberada 100x100).
Un accionista antic que tingui 50 accions pot acudir a l'ampliació i subscriure un nombre sencer de títols. Per anar a l'ampliació heu de fer grups de 5 accions antigues i per cada grup rebrà una acció nova. Si posseeix 50 accions, farà 10 grups (50/5 = 10) i tindrà dret a subscriure 10 accions noves. Per tant, l'accionista que tingui 50 accions antigues i acudeixi a l'ampliació tindrà 50 títols antics més 10 títols nous sense desemborsament per al subscriptor.
A x 0 = Número de títols nous adquirits x 0 = 10 x 0 = 0 euros.

## Préstecs convertibles en accions o Préstecs Participatius
Un cas particular d'ampliació de capital són els Préstecs Participatius o Préstecs Convertibles Els préstecs participatius neixen per l'art. 20 del RDL 7/96 de mesures urgents de caràcter fiscal i liberalització de l'activitat econòmica. A finals d'aquell mateix any, la Llei 10/96, al Disp. AD. 2a, també els aborda.
La característica principal és que els crèdits rebuts estan lligats al fet que l'empresa compleixi una sèrie d'obligacions i objectius empresarials, com que s'obtingui beneficis en l'exercici fiscal o que l'entitat incrementi les vendes un percentatge determinat.
Quines són les característiques legals d'aquests préstecs participatius?
1. Són a interès variable i aquest interès es fixarà en funció d'una sèrie d'indicadors de l'activitat econòmica de les empreses prestatàries.
2. Són deute subordinat, es col·loca després dels creditors comuns quant a la prelació de crèdits en un procés concursal, és a dir, i resumint, abans dels accionistes tan sols. Això permet una possibilitat més gran de recórrer a altres fonts de finançament a posteriori.
3. Es considera patrimoni net per a una reducció de capital i liquidació de la societat.
4. Per amortitzar anticipadament el préstec cal compensar-ho amb una ampliació de la mateixa quantia dels fons propis. D'aquesta manera la societat no es descapitalitza i evita perjudicar altres creditors no subordinats.
5. Els interessos són deduïbles a l'impost de societats.